# Ottavio Misefari
Pour les articles homonymes, voir Misefari.
Ottavio Garibaldi Misefari (né le 1er février 1909 à Palizzi en Calabre et mort le 6 janvier 1999 à Reggio de Calabre) est un footballeur, entraîneur et dirigeant sportif italien.

## Biographie
Ottavio Misefari est le fils de Carmelo Misefari et de Francesca Autelitano.
Il a notamment pour frères le philosophe, poète et ingénieur anarchiste Bruno Misefari ainsi que l'homme politique, syndicaliste et historien communiste Enzo Misefari et le chimiste Florindo Misefari.